# Srđan Kuzmić
Srđan Kuzmić, né le 16 janvier 2004 en Slovénie, est un footballeur international slovène qui joue au poste d'arrière droit au Viborg FF.

## Biographie

### En club
Né en Slovénie, Srđan Kuzmić est formé par le ND Ilirija 1911 (en), où il commence sa carrière professionnelle. Il joue son premier match le 31 juillet 2021, lors de la première journée de la saison 2021-2022 de championnat face au ND Bilje (en). Il est titularisé et son équipe est battue par un but à zéro.
Le 27 mai 2022, Srđan Kuzmić signe en faveur du NŠ Mura pour un contrat de trois ans, soit jusqu'en juin 2025.
Le 22 juillet 2023, Srđan Kuzmić rejoint le Danemark afin de signer en faveur du Viborg FF, pour un contrat courant jusqu'en juin 2027,.
Le 1er octobre 2023, Kuzmić inscrit son premier but pour Viborg, lors d'une rencontre de championnat face à l'AGF Aarhus. Titulaire, il permet à son équipe de s'imposer par deux buts à un.

### En sélection
Srđan Kuzmić joue son premier match avec l'équipe de Slovénie espoirs le 17 novembre 2022 contre le Monténégro. Il entre en jeu et son équipe s'impose par un but à zéro.
Srđan Kuzmić honore sa première sélection avec l'équipe nationale de Slovénie le 20 janvier 2024, lors d'un match contre les États-Unis. Il est titularisé et son équipe s'impose par un but à zéro,.